# Aphelogaster thomsoni
Aphelogaster thomsoni är en skalbaggsart som beskrevs av Reé Michel Quentin och Jean François Villiers 1970. Aphelogaster thomsoni ingår i släktet Aphelogaster och familjen långhorningar.
Artens utbredningsområde är Moçambique. Inga underarter finns listade i Catalogue of Life.